# Буревісник архіпелаговий
Буревісник архіпелаговий (Puffinus boydi) — морський птах з родини буревісникових (Procellariidae).

## Назва
Видовий епітет boydi вшановує британського орнітолога Арнольда Бойда (1885—1959).

## Поширення
Розмножується на островах Кабо-Верде в Атлантичному океані приблизно за 570 км від узбережжя Західної Африки. Поза сезоном розмноження мешкає у відкритому морі навколо островів.